# Живан Живановић
Живан Живановић (Живковци, 26. октобар 1852 — Београд, 17. мај 1931) био је српски политичар и публициста.

## Биографија
Живан Живановић је био унук качерског кнеза (срез у рудничком округу) Живана Стојановића, учесника Првог и Другог српског устанка, који је остао познат по томе што је повео качерске устанике у бој на Чачак 1815. године. Касније се успешно бавио трговином кожом и другим животињским производима. Живанов отац Маринко, један је од првих писмених људи у Качеру. Био је писар суда општине Живковачке, трговац и бојаџија. Након сеобе у Аранђеловац око 1857. постаје и дописник Српских новина, за које пише о дешавањима у месту. Маринко је био ретко просвећен човек са, за оно доба, богатом личном библиотеком. Након завршене основне школе у Аранђеловцу, Живан Живановић 1865. године одлази пешке са оцем у Београд са намером да тамо упише гимназију. Након четири дана хода, отац га је сместио код свог рођака, дао му дукат и неколико гроша и оставио га да се сам о себи даље брине. Како би обезбедио себи егзистенцију Живан се морао запослити као део послуге дома Јанка Шафарика, члана Српског ученог друштва - лекара, историчара, археолога и нумизматичара. Вредан и савестан у кућним пословима, а у исто време одличан ђак, врло брзо се свидео свим члановима породице, а нарочито старом Шафарику који му је постао и старатељ и учитељ.
По завршеној гимназији у Београду и учитељској школи у Крагујевцу (1873) студирао је као државни питомац природне науке у Јени. Прекинуо је студије због учешћа у Првом српско-турском рату 1876.  за који се пријавио као добровољац. Као добровољац ратовао је и у Другом рату.
Школовање је завршио у Берлину (1879), а потом је службовао у просветној струци у Великом Градишту, Нишу, Пироту и Београду.
Свој публицистички рад почео је у Јавности 1873, да би све интензивније сарађивао у листовима Либералне странке: Истоку, Српској Независности, Уставности, Новој Независности и Српској Застави, чији је главни уредник био 1895—98.
Својим радом је привукао пажњу Јована Ристића, за кога је остао везан до краја живота. Први пут је ушао у Народну скупштину као посланик Либералне странке 1887, учествовао у њеном раду 1890—93. и био кратко време њен председник. Био је секретар у Уставотворном одбору у коме је учествовао на изради чувеног Устава из 1888. године. У више махова био је члан Државног савета (1892, 1903, 1907—24), министар привреде у влади Владана Ђорђевића (1899—1903) и министар просвете у влади Димитрија Цинцар-Марковића 1903. Године 1903. се повукао из политичког живота.
Био је ожењен Јеленом Димитријевић, рођеном сестром Драгутина Димитријевића Аписа, са којом је имао петоро деце: Станиславу, Милеву, Александра, Милицу и Милана. Заједно са њима у породичној кући у Савској улици бр. 21 живели су његов шурак и ташта Јованка. Станислава је била удата за потпуковника Александра Глишића који је херојски настрадао у Кумановској битки. Старији син Александар је био прва жртва Балканских ратова – погинуо првог дана рата у првом боју 18. октобра 1912. године на караули Лисица у близини Медвеђе, као четник у чети Љубе Вуловића.[5] Млађи син Милан, постао је доктор историјских наука и аутор више вредних књига, међу којима су: Пуковник Апис - Солунски процес 1917, Дубровник у борби за уједињење 1908-1918, Библиографија Српске Књижевне задруге I-II (1892-1967 и 1968-1982).
Живан Живановић је преминуо 17. маја 1931. године после краће болести у 79. години живота.

## Балкански ратови
Био је један од организатора и руководилаца комитске (четничке) организације на југу Србије и у Македонији. За учешће у Балканским ратовима био је исувише стар, али је његова кућа за ослобођење Рашке, Косова, Метохије и Македоније од Турака дала два живота: најстаријег сина Александра Сању Живановића, студента архитектуре на Техничком факултету и зета команданта Седмог пешадијског пука Александра М. Глишића који је погинуо на Младом Нагоричану и својим великим пожртвовањем допринео победи у одсудној Кумановској битки.

## Први светски рат
У Првом светском рату Државни савет је премештен у Крушевац. Иако су немачке трупе у град ушле 25.октобра 1915. а касније их смениле аустроугарске, одводећи читаве породице са децом у логоре, Живановић је до 9. јула 1916. био поштеђен. Тада је изненада ухапшен и спроведен за Београд. Са својих 64 године провео је ноћ на клупи у ходнику аустроугарског Гувернмана (некадашња зграда Управе фондова, данас Народни музеј), а сутрадан, по највећој врућини, стражарно спроведен пешице до Земуна,а одатле возом до логора у Нежидер у Мађарској (1916—18). Тамо је остао све до 26. октобра 1918. године.

## Књижевна делатност
Написао је велики број политичких и педагошких расправа, па и доста радова из природних наука. Објављене су му књиге: Ниш и нишке знаменитости, 1882; Виделачки паметар из 1882. и 1887; Васпитање у средњим школама, 1891; Задаћа Србије, 1894; Просветна писма, 1897; Политичка историја Србије 1-4, 1923-1924; Мемоари Стевана-Стевче Михаиловића, 1928; биографија Јована Ристића, 1931; Сећања из доба рата 1914-1918. и Трговина и њен развој у Србији у првој половини ХIХ века којој недостају завршни редови.

## Друштвена делатност
Велики допринос је дао развоју српског земљорадничког задругарства. Као министар народне привреде спровео први „Закон о ослобођењу земљорадничких задруга од свих такса“, а касније је непрекидно, све до 1927. године, биран за члана управног или надзорног одбора Главног савеза српских земљорадничких задруга.
Био је један од оснивача Српске књижевне задруге и члан њеног Управног одбора од првог дана оснивања 30. априла 1892. до последње седнице на којој је присуствовао 30. априла 1931. године, непосредно пред смрт. Дакле, пуних 39 година радио је на томе да се број повереника и претплатника повећава и да се издања СКЗ растурају у све крајеве земље. После Првог светског рата присуствовао је првој седници Управног одбора од 31. децембра 1919. на којој се говорило о обнови њеног рада. Две године касније радио је на штампању првог поратног кола.
Новчано и на друге начине помогао је да се сазида школа у његовом родном месту. Добио је више одликовања и других признања међу којима је и Орден Карађорђеве звезде.